# Gareth Edwards
Gareth Edwards (nascido em 13 de julho de 1975) é um cineasta britânico. Ele primeiro ganhou amplo reconhecimento por Monsters (2010), um filme independente no qual atuou como roteirista, diretor, diretor de fotografia e artista de efeitos visuais. Ele posteriormente dirigiu Godzilla (2014), um reboot da franquia Godzilla da Toho e o primeiro filme do MonsterVerse da Legendary, e Rogue One (2016), um filme da franquia Star Wars e que serve como um prequel imediata para Star Wars: Episódio IV – Uma Nova Esperança (1977).

## Carreira

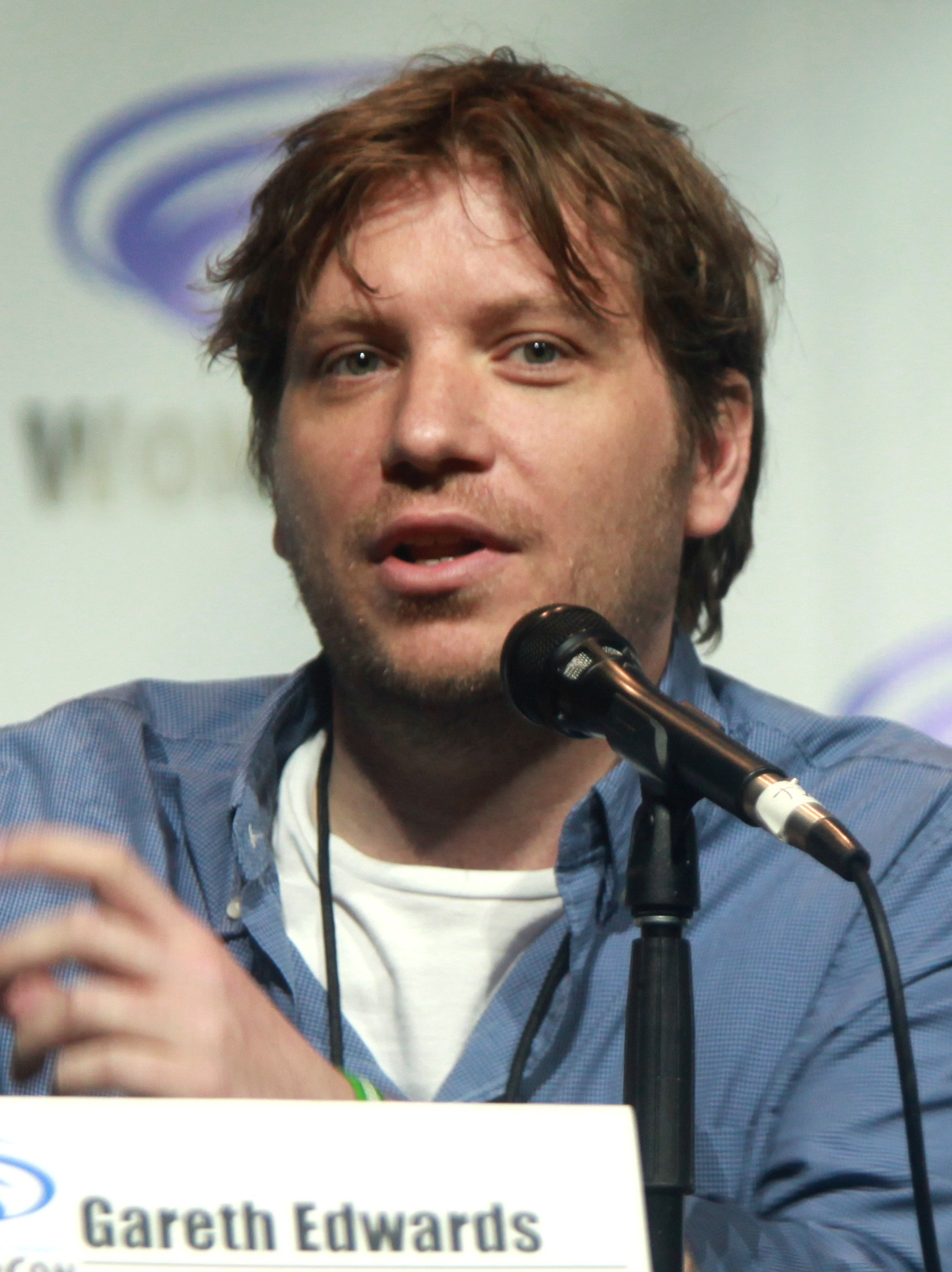
Edwards na WonderCon em (2014)

Gareth Edwards nasceu em 13 de Julho de 1975 em Nuneaton, Warwickshire. Ele é de ascendência galesa. Ele freqüentou a Higham Lane School, seguida pela faculdade no North Warwickshire College (agora NWSLC) sob o departamento de AV com professores como Graham Bird. Desde a infância, ele queria dirigir seus próprios filmes, afirmando que "Star Wars é definitivamente a razão pela qual eu queria me tornar um cineasta". Edwards estudou cinema e vídeo no Surrey Institute of Art & Design em Farnham, graduando-se em 1996. Em 2012, recebeu o título honorário de Master of Arts da UCA. Edwards iniciou-se nos efeitos visuais, criando efeitos digitais para espetáculos de prestígio como Nova, Perfect Disaster e Heroes and Villains, este último uma série para a qual fez 250 efeitos visuais, que ganhou reconhecimento internacional. Em 2008, ele entrou no desafio de filmes de 48 horas Sci-Fi-London, onde um filme tinha que ser criado do início ao fim em apenas dois dias, dentro de certos critérios. Edwards ganhou o concurso e passou a escrever e dirigir Monsters (2010), seu primeiro longa. Edwards criou pessoalmente os efeitos visuais para Monstros usando equipamentos de prateleira. Além dos dois atores principais, a equipe era composta por apenas cinco pessoas.
O sucesso de Monstros trouxe consciência suficiente em Hollywood para conseguir alguns projetos importantes para Edwards. Após o lançamento do filme, ele fez entrevistas em Hollywood com vários estúdios, incluindo Legendary Pictures. Em Janeiro de 2011, Edwards conseguiu seu primeiro grande filme de Hollywood, como diretor do reboot de  Godzilla (2014) da Warner Bros. e Legendary Pictures.
Edwards dirigiu Rogue One (2016), o primeiro filme independente de Star Wars, escrito por Chris Weitz e Tony Gilroy, baseado em uma história de John Knoll e Gary Whitta, estrelado por Felicity Jones e Diego Luna, e lançado em 16 de Dezembro de 2016.
Três de suas influências para o cinema são George Lucas, Steven Spielberg e Quentin Tarantino. Em Maio de 2016, Edwards saiu da direção de Godzilla: King of the Monsters (2019) em uma separação amigável com o estúdio para trabalhar em projetos de menor escala.
Em Fevereiro de 2020, foi relatado que Edwards estava definido para dirigir e escrever True Love (2023) para New Regency, juntamente com o co-produtor de Rogue One (2016), Kiri Hart, atuando como produtor do projeto. O filme será estrelado por John David Washington.

## Filmografia

### Filmes
| Data | Filme                  | Diretor | Roteirista | Produtor | Notas                                   |
| ---- | ---------------------- | ------- | ---------- | -------- | --------------------------------------- |
| 2008 | Factory Farmed         | Sim     | Sim        | Não      | Curta, também foi cinegrafista e editor |
| 2010 | Monsters               | Sim     | Sim        | Não      |                                         |
| 2014 | Godzilla               | Sim     | Não        | Não      |                                         |
| 2016 | Rogue One              | Sim     | Não        | Não      | Cameo: "Soldado Rebelde"                |
| 2023 | True Love              | Sim     | Sim        | Sim      | Pós-produção                            |
| 2025 | Jurassic World Rebirth | Sim     | Não        | Não      |                                         |

### Televisão
| Data | Série               | Diretor | Roteirista | Notas                                                            |
| 2005 | End Day             | Sim     | Sim        | filme de TV                                                      |
| 2006 | Perfect Disaster    | Sim     | Não        | Documentário (2 episódios), Também supervisor de efeitos visuais |
| 2008 | Heroes and Villains | Sim     | Não        | Documentário, (episódio "Attila the Hun")                        |

### Outros Créditos
| Data      | Projeto                                 | Função                                                     | Notas                      |
| 2002–2003 | Nova                                    | Animador                                                   | Documentário (2 episódios) |
| 2003      | Seven Wonders of the Industrial World   | Efeitos visuais                                            | Documentário (7 episódios) |
| 2004      | Dive to Bermuda Triangle                | Efeitos digitais                                           | Documentário para TV       |
| 2005      | Hiroshima                               | Artista digital                                            | Documentário para TV       |
| 2005      | Space Race                              | Designer de efeitos digitais / Artista de efeitos digitais | Documentário (2 episódios) |
| 2005      | UFO's: The Secret Evidence              | Supervisor de efeitos visuais                              | Documentário para TV       |
| 2007      | In the Shadow of the Moon               | Tribuna digital                                            | Documentário               |
| 2014      | Monsters: Dark Continent                | Produtor Executivo                                         |                            |
| 2017      | Star Wars: Episode VIII – The Last Jedi | Cameo: "Soldado da Trincheira da Resistência"              |                            |
| TBA       | Monsters                                | Produtor consultor                                         | Série futura               |